# Оскар Гільємарк
О́скар Гільєма́рк (швед. Oscar Hiljemark, нар. 28 червня 1992, Їславед) — шведський футболіст, півзахисник збірної Швеції та данського «Ольборга».

## Клубна кар'єра
Народився 28 червня 1992 року в місті Аракаю. Вихованець юнацьких команд футбольних клубів Gislaveds ISislaved та «Ельфсборг». 26 вересня 2010 року в матчі проти клубу «Броммапойкарна» він дебютував у Аллсвенскан-лізі. 27 червня в поєдинку проти «Сіріанска» Оскар забив свій перший гол за «Ельфсборг». У 2012 році Гільємарк допоміг клубу виграти чемпіонат Швеції. За підсумками наступних двох сезонів він був визнаний одним з найкращих молодих футболістів ліги.
На початку 2013 року Гільємарк перейшов у нідерландський ПСВ. Сума трансферу склала 2,2 млн. євро. 26 січня в матчі проти «Гераклеса» він дебютував у Ередивізі, замінивши у другому таймі Тіма Матавжа. У першому сезоні Оскар став срібним призером чемпіонату і допоміг клубу вийти в фінал Кубка Нідерландів. 17 серпня 2013 року в поєдинку проти «Гоу Ехед Іглз» Гільємарк забив свій перший гол за ПСВ.
13 липня 2015 року Оскар підписав чотирирічний контракт з італійським клубом «Палермо». 23 серпня в матчі проти «Дженоа» він дебютував у італійській Серії А, замінивши у другому таймі Луку Рігоні. 13 вересня в поєдинку проти «Карпі» Гільємарк забив свій перший гол за нову команду. Через тиждень він зробив «дубль» у матчі проти «Мілана».
На початку 2017 року Оскар перейшов в «Дженоа». 29 січня в матчі проти «Фіорентини» він дебютував за новий клуб. У цьому ж поєдинку Гільємарк забив свій перший гол за «грифонів». Влітку для отримання ігрової практики швед на правах оренди перейшов у грецький «Панатінаїкос». 10 вересня в матчі проти «Керкіри» він дебютував у грецькій Суперлізі. 16 жовтня в поєдинку проти «Лариси» Оскар забив свій перший гол за «Панатінаїкос».
На початку 2018 року він повернувся до «Дженоа», де провів наступні півтора сезони, взявши участь у 33 іграх усіх турнірів, після чого сезон 2019/20 знову провів в оренді, цього разу в російському «Динамо» (Москва).
5 жовтня 2020 року, в останній день трансферного вікна, перейшов до данського «Ольборга».

## Виступи за збірні
У 2009 році дебютував у складі юнацької збірної Швеції, взяв участь у 13 іграх на юнацькому рівні, відзначившись 3 забитими голами.
З 2011 року залучався до складу молодіжної збірної Швеції. У 2015 році в складі молодіжної збірної Швеції Аугустінссон виграв молодіжний чемпіонат Європи у Чехії, зігравши в усіх п'яти матчах. У поєдинку проти данців Гільємарк забив гол. Всього на молодіжному рівні зіграв у 37 офіційних матчах, забив 4 голи.
У 2012 році дебютував в офіційних матчах у складі національної збірної Швеції. У складі збірної був учасником чемпіонату Європи 2016 року у Франції та чемпіонату світу 2018 року в Росії.
| Дата       | Місто           | Господарі  | Результат | Гості          | Турнір                               | Голи | Примітки |
| ---------- | --------------- | ---------- | --------- | -------------- | ------------------------------------ | ---- | -------- |
| 18-1-2012  | Доха            | Бахрейн    | 0 – 2     | Швеція         | товариський матч                     | 1    | 89'      |
| 23-1-2012  | Доха            | Катар      | 0 – 5     | Швеція         | товариський матч                     | -    | 63'      |
| 14-8-2013  | Стокгольм       | Швеція     | 4 – 2     | Норвегія       | товариський матч                     | -    | 73'      |
| 5-3-2014   | Анкара          | Туреччина  | 2 – 1     | Швеція         | товариський матч                     | -    | 83'      |
| 28-5-2014  | Копенгаген      | Данія      | 1 – 0     | Швеція         | товариський матч                     | -    | 78'      |
| 1-6-2014   | Стокгольм       | Швеція     | 0 – 2     | Бельгія        | товариський матч                     | -    | 80'      |
| 17-11-2015 | Копенгаген      | Данія      | 2 – 2     | Швеція         | Відбір до ЧЄ 2016                    | -    | 81'      |
| 24-3-2016  | Анталья         | Туреччина  | 2 – 1     | Швеція         | товариський матч                     | -    | 80'      |
| 29-3-2016  | Стокгольм       | Швеція     | 1 – 1     | Чехія          | товариський матч                     | -    | 46'      |
| 30-5-2016  | Мальме          | Швеція     | 0 – 0     | Словенія       | товариський матч                     | -    |          |
| 6-9-2016   | Стокгольм       | Швеція     | 1 – 1     | Нідерланди     | Відбір до ЧС 2018                    | -    |          |
| 7-10-2016  | Люксембург      | Люксембург | 0 – 1     | Швеція         | Відбір до ЧС 2018                    | -    |          |
| 10-10-2016 | Стокгольм       | Швеція     | 3 – 0     | Болгарія       | Відбір до ЧС 2018                    | 1    |          |
| 11-11-2016 | Париж           | Франція    | 2 – 1     | Швеція         | Відбір до ЧС 2018                    | -    |          |
| 15-11-2016 | Будапешт        | Угорщина   | 0 – 2     | Швеція         | товариський матч                     | -    |          |
| 25-3-2017  | Стокгольм       | Швеція     | 4 – 0     | Білорусь       | Відбір до ЧС 2018                    | -    |          |
| 28-3-2017  | Фуншал          | Португалія | 2 – 3     | Швеція         | товариський матч                     | -    | 90'      |
| 13-6-2017  | Осло            | Норвегія   | 1 – 1     | Швеція         | товариський матч                     | -    | 69'      |
| 24-3-2018  | Стокгольм       | Швеція     | 1 – 2     | Чилі           | товариський матч                     | -    | 78'      |
| 27-3-2018  | Крайова         | Румунія    | 1 – 0     | Швеція         | товариський матч                     | -    |          |
| 2-6-2018   | Стокгольм       | Швеція     | 0 – 0     | Данія          | товариський матч                     | -    |          |
| 9-6-2018   | Гетеборг        | Швеція     | 0 – 0     | Перу           | товариський матч                     | -    | 82'      |
| 18-6-2018  | Нижній Новгород | Швеція     | 1 – 0     | Південна Корея | ЧС 2018 - 1-й етап                   | -    | 71'      |
| 27-6-2018  | Єкатеринбург    | Мексика    | 0 – 3     | Швеція         | ЧС 2018 - 1-й етап                   | -    | 80'      |
| 6-9-2018   | Прага           | Австрія    | 2 – 0     | Швеція         | товариський матч                     | -    | 62'      |
| 10-9-2018  | Стокгольм       | Швеція     | 2 – 3     | Туреччина      | Ліга націй УЄФА 2018-2019 - 1-й етап | -    | 56'      |
| 16-10-2018 | Стокгольм       | Швеція     | 1 – 1     | Словаччина     | товариський матч                     | -    | 81'      |
| Усього     |                 | Матчів     | 27        |                | Голів                                | 2    |          |

## Титули і досягнення
- Чемпіон Швеції (1):

«Ельфсборг»:  2012
- Чемпіон Нідерландів (1):

ПСВ:  2014-15
- Молодіжний чемпіон Європи (1):

Швеція (U-21): 2015